# 下平澄子
下平 澄子（しもだいら すみこ）は、日本のフィギュアスケート選手（ペアスケーティング）。パートナーは小林正水。1956年、1957年全日本フィギュアスケート選手権連覇。

## 経歴
1956年、小林正水とカップルを組み出場した全日本選手権で優勝し、史上2組目のチャンピオンとなる。1957年、全日本選手権でペア競技史上初の2連覇を果たす。
1958年、全日本選手権で大岩洋子/垣田一彦組に続いて2位となる。

## 主な戦績
| 大会/年      | 1956-57 | 1957-58 | 1958-59 |
| ------------ | ------- | ------- | ------- |
| 全日本選手権 | 1       | 1       | 2       |